# باول مكغاهان
باول مكغاهان (بالإنجليزية: Paul McGahan)‏ هو لاعب اتحاد الرغبي نيوزلندي، ولد في 12 أكتوبر 1964 في بوكيكو ‏ في نيوزيلندا.